# Elevtherónisos
Elevtherónisos är en ö i Grekland.   Den ligger i regionen Mellersta Makedonien, i den nordöstra delen av landet, 280 km norr om huvudstaden Aten. Arean är 0,10 kvadratkilometer.
Terrängen på Elevtherónisos är platt. Öns högsta punkt är 26 meter över havet. 